# Stanisław Kostka Pruszyński
Stanisław Kostka Pruszyński herbu Rawicz (zm. w 1796 roku) – podstoli mścisławski w 1750, kasztelan żytomierski w latach 1786–1795, kasztelan owrucki w latach 1775–1784, sędzia ziemski żytomierski w latach 1766–1775, cześnik żytomierski w latach 1763–1766, rotmistrz wojsk litewskich w 1792 roku.
W 1764 roku był elektorem Stanisława Augusta Poniatowskiego z województwa kijowskiego i posłem tego województwa na sejm elekcyjny.  Był członkiem konfederacji Sejmu Czteroletniego w 1788 roku.
Syna Wawrzyńca Laurentego, żonaty 1v. z Różą  Stempkowską  h. Suchekomnaty i 2v. z Franciszką  Jełowicką h.własn. (wdową po Antonim Pauszy (v.Pawszy).
Fundator kanonii przy katedrze kijowskiej i klasztoru bernardynów w Żytomierzu, współfundator klasztoru bazylianów w  Łucku.
29 listopada 1788 roku został odznaczony Orderem Orła Białego, w 1776 roku został kawalerem Orderu Świętego Stanisława.